# Jeunesse dorée
Pour plus de détails, voir Fiche technique et Distribution.
Jeunesse dorée est un film français réalisé par Zaïda Ghorab-Volta, sorti en 2001.

## Synopsis
Gwenaëlle et Angéla ont 17 et 18 ans. Elles vivent dans la même ville, en région parisienne, et sont amies.
Pour l'été, elles déposent un projet sur lequel  elles travaillent depuis un moment : un voyage en France au cours duquel elles feront des photos d'immeubles d'habitation à la campagne. 
Le projet étant sélectionné, elles partent sillonner la France en voiture.

## Fiche technique
- Titre : Jeunesse dorée
- Réalisation : Zaïda Ghorab-Volta
- Scénario : Zaïda Ghorab-Volta
- Production : Nicolas Blanc et Gilles Sandoz
- Musique : Ali Belkacem, Areski Belkacem et Brigitte Fontaine
- Photographie : Pierre Milon
- Montage : Pauline Dairou
- Décors : Philippe Jacob
- Costumes : Fabienne Desflèches
- Pays de production :  France
- Format : couleurs - Dolby Digital
- Genre : drame
- Durée : 85 minutes
- Date de sortie : 2001

## Distribution
- Alexandra Jeudon : Gwénaëlle
- Alexandra Laflandre : Angela
- Loïc Augoyard : Loïc
- Thomas Durand : Thomas
- Daniel Lindemann : Pascal